# Ovostoma
Ovostoma (лат.) — подрод травяных листоедов подсемейства хризомелин, семейства листоедов.

## Описание
Последний членик челюстных щупиков расширен. Основание усиков сближено с наличником.

## Классификация
В состав подрода включают три вида
- Chrysolina atrovirens (Frivaldszky, 1876)
- Chrysolina globipennis (Suffrian, 1851)
- Chrysolina olivieri (Bedel, 1892)

## Распространение
Представители подрода встречаются Южной Европе (Италия, Карпаты, Балканский полуостров) и на Кавказе.